# Perlesta bjostadi
Perlesta bjostadi és una espècie d'insecte plecòpter pertanyent a la família dels pèrlids.

## Etimologia
El seu nom científic honora el Dr., i professor d'entomologia a la Universitat Estatal de Colorado, Louis Bjostad.

## Descripció
- El mascle és de color marró groguenc clar amb el cap groc (llevat d'una àrea quadrangular marró sobre els ocels), les ales anteriors fan entre 8 i 9 mm de llargària, el protòrax és marró i les ales de color ambre clar amb la nervadura marró.
- Les ales anteriors de la femella fan 9-11 mm de llargada.[1]

## Distribució geogràfica
Es troba a Nord-amèrica: Carolina del Nord.